# Humboldt-Effekt
Der Humboldt-Effekt ist in der Akustik die tagesperiodische Veränderung der Schallintensität, mit der eine Schallquelle vom Hörenden wahrgenommen wird. Der Effekt ist nach Alexander von Humboldt benannt, der als erster eine brauchbare qualitative Erklärung für dieses Phänomen formulierte.

## Der Einfluss der Temperatur auf die Schallintensität
Die von einer Schallquelle ausgesandten Schallwellen werden in der Atmosphäre an temperaturbedingten Dichteinhomogenitäten reflektiert (Schallstreuung). Infolge der sich nachts normalerweise durch Abkühlung stabilisierenden Atmosphäre werden die reflexionsverursachenden Grenzschichten abgebaut, die Atmosphäre wird homogenisiert, und die Schallstreuung nimmt ab. Eine mitunter eintretende Temperaturinversion bei Zunahme der Lufttemperatur mit der Höhe verstärkt diesen Effekt. Die verringerte Störung der Schallwellen wird vom Hörenden als größere Lautstärke wahrgenommen. Daher nimmt man die Schallintensität einer bestimmten  Schallquelle im Verlauf des Tages unterschiedlich wahr.

## Geschichtliches
Qualitativ war dieses Phänomen schon in der Antike bekannt. Alexander von Humboldt bemerkte den Effekt während seiner Südamerika-Reise von 1799 bis 1804 an den Wasserfällen des Orinoco und an den Vulkanen der Anden. Er stellte weiterhin fest, dass er auf dem Meer und in großer Höhe geringer wird.
Humboldt erkannte, dass dieser Effekt keine Folge nächtlich verminderter Nebengeräusche war. Er sah die Ursache in der unterschiedlichen Erwärmung der Erdoberfläche je nach Bodengestalt und -bewuchs und daraus resultierender Dichteinhomogenität der Luft, wodurch die Schallwellen stärker reflektiert würden. Humboldt fand darin eine Anwendung für die gerade publizierte Theorie des Schalls von Siméon Denis Poisson.